# ضريح جمال الدين شيحة
ضريح جمال الدين شيحة (1170هجرية / 1659م) ،  انشئى في عصر الدولة العثمانية في مصر ، يقع بمدينة دمياط محافظة دمياط.

## وصفه
الضريح عبارة عن مربع مكون من أربعة عقود سدت بحواجز من الخشب الخرط الجميل، وتحمل العقود قبة صغيرة  .

## روابط خارجية
- آثار القاهرة الإسلامية نسخة محفوظة 31 مايو 2014 على موقع واي باك مشين.